# Atholus praetermissus
Atholus praetermissus é uma espécie de insetos coleópteros polífagos pertencente à família Histeridae.
A autoridade científica da espécie é Peyron, tendo sido descrita no ano de 1856.
Trata-se de uma espécie presente no território português.